# Drugeth Zsigmond
Homonnai II. Drugeth Zsigmond (?– Kassa, 1684. április 19.) 17. századi író.

## Élete
Drugeth György és Esterházy Mária fia, családjának utolsó férfi tagja. Miután hazájában befejezte tanulmányait, külföldön utazott; 1677-ben Rómában is járt, s a pápától egy vértanú holttestét nyerte ajándékképp. Eleinte Thököly Imrével kellett tartania, de később holtig a király híve volt. Az a régi szakirodalmi adat, mely szerint 1684-ben Thököly elfogta, és Kassán fejét vette volna, tévedésen alapszik. Feleségének naplószerű feljegyzései szerint betegségben hunyt el, s ezzel a Drugeth család 400 éves Ung vármegyei uralma megszűnt.
Özvegye, gróf Keglevich Teréz 1692. május 5-én 150 000 forintért megvette a Homonnay-javakat. A terebesi domíniumot, továbbá Zemplén mezővárost a lányának, gróf Csákynénak adta hozományul. Varannót a Drugeth család után, a Barkóczy, a Zichy és a Forgách családok örökölték.

## Művei
- Ludovici regis Hungariae II mors insperata poëmate descripta et oblata honori ..., Nagyszombat, 1672
- Nucleus Rerum Hungaricarum, Studio non modico excerptus ex Bonfinio… Tyrnaviae, 1681. (Leopold császárnak ajánlotta. Többször utánnyomatott.)